# Asesinato de Maria Lauterbach
La soldado de primera línea Maria Frances Lauterbach (17 de noviembre de 1987 - 14 de diciembre de 2007) de Vandalia, Ohio, era una Marine de los Estados Unidos que desapareció del campamento base del Cuerpo de Marines en Lejeune, Carolina del Norte, el 14 de diciembre de 2007. En el momento de su desaparición, Lauterbach estaba embarazada de ocho meses. Las autoridades encontraron los restos de María Lauterbach y su hijo no nacido en el patio del cabo César Armando Laurean. Laurean fue extraditado de México en 2009 y condenado por asesinato en 2010.. 
El asesinato de Lauterbach provocó cambios en la Ley de Autorización de la Defensa Nacional que alteran profundamente la forma en que el Departamento de Defensa maneja los cargos de agresión sexual entre su personal

## Maria Lauterbach
Lauterbach creció en Vandalia, donde asistió a la Escuela Secundaria Butler. Lauterbach se unió a los Marines el 6 de junio de 2006. Era una empleada de personal asignada al Regimiento 27 de Logística de Combate, 2º Grupo Logístico de la Marina, 2ª Fuerza Expedicionaria de la Marina.

## Trasfondo y muerte
Según su madre, la Sra. Mary Lauterbach, LCpl. Lauterbach se preparaba para testificar que fue violada por un compañero marine. La Sra. Lauterbach le dijo a la policía que su hija "alegó que había sido violada por un marine, y que la investigación se había quedado en nada". Su padre, Victor Lauterbach, había explicado que María, una niña adoptada, les había preocupado durante mucho tiempo. Según el padre adoptivo: "Todo provenía, del alcoholismo fetal o de los síndromes de consumo de drogas en el feto. Aunque nuestra agencia de adopción afirmaba que los antecedentes de la niña eran satisfactorios, nunca conocimos a la madre. El historial de María fue de constantes llamadas de los directores de sus escuelas, discusiones en actividades deportivas y una actitud irrespetuosa. Sentimos que alistarse en los Marines sería un cambio para ella, pero fue la continuación de una vida problemática." Su madre denunció su desaparición el 19 de diciembre, cinco días después de su última conversación. Su móvil fue encontrado el 20 de diciembre, cerca de la puerta principal del Campamento Lejeune. 
Las autoridades encontraron los restos quemados de Maria Lauterbach y su hijo por nacer en una hoguera en el patio trasero del cabo Cesar Armando Laurean. También encontraron una gran cantidad de su sangre en la casa de Laurean en Jacksonville, Carolina del Norte. Se informó que Laurean había tratado de limpiar la escena.
Durante una conferencia de prensa el 11 de enero de 2008, el Sheriff del condado de Onslow, Ed Brown, informó de la muerte de Lauterbach. Brown declaró que las autoridades "habían obtenido pruebas físicas de la muerte de la mujer que también relacionaban a Laurean con la muerte". Laurean afirma en una nota encontrada por su esposa que María Lauterbach se suicidó cortándose la garganta durante una discusión en la casa de los Laurean. Sin embargo, las autoridades encontraron pruebas que apuntaban a un asesinato en la investigación inicial, lo que se vio respaldado por los resultados de la autopsia publicados en marzo de 2008, que clasificaron la herida del cuello como post mortem e insuficiente para causar la muerte. La causa oficial de la muerte fue un traumatismo craneal por objeto contundente.

## Cesar Laurean
El Cabo de la Marina Cesar Armando Laurean (SEH'-sahr LOHR'-ee-uhn), el principal sospechoso del caso, de 21 años, es el hombre al que Lauterbach acusó de agredirla sexualmente. El 12 de enero de 2008 se emitió una orden federal de fuga ilegal para evitar el enjuiciamiento por su arresto. La Oficina Federal de Investigación y el Servicio de Investigación Criminal Naval emitieron una orden de búsqueda sobre él. También hubo una recompensa de 25.000 dólares ofrecida por el FBI y 5.000 dólares del estado de Carolina del Norte por información que condujera a su captura. El condado de Onslow tiene jurisdicción primaria, pero la oficina del Juez Abogado General puede presentar cargos también, para incluir pero no limitarse a los cargos derivados de la condición de desertor de Laurean
Poco después del asesinato, la prensa informó que Laurean huyó a México, su país de nacimiento. Las autoridades mexicanas emitieron una orden de arresto contra Laurean como sospechoso del asesinato de su compañera embarazada, dijo un funcionario de la embajada de EE. UU. el 29 de enero en la Ciudad de México. La Interpol también emitió un aviso de búsqueda internacional para Laurean. Un primo del cabo informó a los periodistas que el marine visitó a su familia en la zona de Guadalajara, México, a finales de enero de 2008, pero se marchó sin decir a dónde iba. America's Most Wanted presentó esta historia en su episodio del 5 de abril de 2008. 
El 10 de abril de 2008, el FBI anunció que César Laurean había sido detenido en Tacambaro, Michoacán, México. La prensa indicó que su extradición podría implicar al menos dos años de procedimientos legales, teniendo en cuenta la relación entre los Estados Unidos y México. En septiembre de 2008, el Fiscal de Distrito del Condado de Onslow, Dewey Hudson, aceptó no solicitar la pena de muerte, y un juez mexicano aceptó extraditar a Laurean. 
Sin embargo, en octubre de 2008, Laurean presentó otro recurso ante los tribunales mexicanos para impedir su extradición, argumentando que la sentencia de cadena perpetua sin libertad condicional por asesinato en primer grado en Carolina del Norte no sólo está prohibida en virtud del tratado de extradición del país, sino que se considera un castigo cruel e inusual. (En Carolina del Norte, una persona condenada por asesinato en primer grado sólo puede ser sentenciada a muerte o a cadena perpetua sin libertad condicional). El 17 de abril de 2009, el FBI anunció que Laurean había sido extraditado a los Estados Unidos y que estaba detenido en la cárcel del condado de Onslow. En diciembre, un juez del condado de Onslow acordó que el juicio se trasladara a otro condado debido a la amplia cobertura mediática del caso, y programó su inicio para el 28 de junio de 2010. En enero de 2010, fue seleccionado el condado de Wayne.
A medida que crecía la preocupación hasta diciembre de 2007, la madre de María, Mary Lauterbach, hacía frecuentes llamamientos para que los Marines realizaran una investigación adecuada. Su defensa creció hasta que ella y los representantes del Congreso, como el representante Tony Hall, se asociaron a la causa de la seguridad contra los depredadores sexuales en el ejército. Su padre Victor estuvo mayormente ausente de las apariciones familiares durante la desaparición y búsqueda de María. En su mayor parte, la ausencia se explicó que era para evitar la observación de que la insistencia de los padres en activar la investigación se debía a un conflicto de intereses con la posición de Victor Lauterbach en la Guardia Nacional de Ohio como Sargento Mayor en las Reservas de la Fuerza Aérea de los EE. UU. En 2009, Mary Lauterbach presentó una demanda de muerte por negligencia contra César y su esposa Christina, acusándolos de conspirar para ocultar el asesinato.
El 24 de agosto de 2010, Laurean fue condenado por asesinato, así como por robo y fraude en relación con el uso de la tarjeta de cajero automático de Lauterbach después del asesinato, y sentenciado a cadena perpetua. Los jurados desestimaron la teoría de la defensa de que Christina era de hecho la verdadera asesina, favoreciendo el argumento de la fiscalía de que lo que llevó al incidente fue la desesperación del cabo Laurean por salvar su carrera. Inicialmente César conspiró con Maria Lauterbach para huir a México, supuestamente con la intención de destruir la credibilidad de ella con la deserción y así poder continuar su carrera en el Cuerpo, pero cuando eso falló la mató con una palanca